# 伯蒙特之役
伯蒙特之役是美国内战中，於1861年11月7日發生在密蘇里州(Missouri)的密西西比郡,這一場戰役讓尤里西斯·格兰特一展身手, 使他日後成為北軍的司令, 打敗李將軍。
南北雙方都派了一個師。

## 戰事
同月6日, 格蘭特乘蒸汽船離開伊利諾州, 打算攻擊肯塔基州的南軍, 同行的還有兩艘砲艦(gunboat)。
次日清晨, 格蘭特得知有一些南軍已經渡過了密西西比河, 看來是準備與其他南軍(特別是Sterling Price的部隊)會合, 於是格蘭特先登陸, 在9時正北軍在伯蒙特先發動攻勢, 把南軍打退, 然後毀壞敵人一切的補給；南軍其後重組軍力, 向北軍反擊, 但格蘭特退出了戰場。

## 戰事結束
北軍傷亡人數為498;南軍則有966人。